# SOFEL
SOFEL Co., Ltd. (株式会社ソフエル?, Kabushiki-gaisha Sofueru) (nome completo: SOFtware Engineering Laboratory) è una società per azioni giapponese specializzata in information technology. La SOFEL è stata creata nel maggio 1979.
Negli anni '80 e '90 la compagnia si è occupata anche di sviluppo di videogiochi. Ha prodotto videogiochi per Nintendo Entertainment System, Super Nintendo Entertainment System e Game Boy. Tra i suoi videogiochi più conosciuti ci sono Casino Kid e Wall Street Kid.